# Сезар Руминський
Сезар Жан Руминський (фр. César Jean Ruminski, при народженні — Чеслав Руминський (пол. Czesław Ruminski; 13 червня 1924, Дуе — 14 травня 2009, Лізьє) — французький футболіст, що грав на позиції воротаря, зокрема, за клуби «Гавр» та «Лілль», а також національну збірну Франції.
Чемпіон Франції. Володар кубка Франції. 

## Клубна кар'єра
Народився 13 червня 1924 року в місті Дуе. Вихованець футбольної школи клубу «Олімпік Реймс».
У дорослому футболі дебютував 1942 року виступами за команду клубу «Реймс», в якій провів чотири сезони. 
Протягом 1946—1947 років захищав кольори команди клубу «Дуе».
Своєю грою за останню команду привернув увагу представників тренерського штабу клубу «Гавр», до складу якого приєднався 1947 року. Відіграв за команду з Гавра наступні п'ять сезонів своєї ігрової кар'єри.
1952 року перейшов до клубу «Лілль», за який відіграв 3 сезони.  Більшість часу, проведеного у складі «Лілля», був основним голкіпером команди. Завершив професійну кар'єру футболіста виступами за команду «Лілль» у 1955 році. За цей час ставав чемпіоном Франції і володарем кубка Франції. 

## Виступи за збірну
1952 року дебютував в офіційних матчах у складі національної збірної Франції. Протягом кар'єри у національній команді провів у її формі 7 матчів.
Був присутній в заявці збірної на чемпіонаті світу 1954 року у Швейцарії, але на поле не виходив. 
Помер 14 травня 2009 року на 85-му році життя у місті Лізьє.

## Титули і досягнення
- Чемпіон Франції (1):

«Лілль»: 1953—1954
- Володар кубка Франції (1):

«Лілль»: 1952—1953